# Rachele Brooke Smith
Rachele Brooke Smith (Phoenix, 07 de novembro de 1987) é uma atriz e dançarina estadunidense. Mais conhecida por seus papéis nos filmes Center Stage: Turn It Up e Bring It On: Fight to the Finish.

## Biografia

### Vida pessoal
Rachele é a segunda mais velha de cinco filhos do casal Tracy e Dr. Kris Smith. Crescendo no Arizona, desenvolveu uma ampla variedade de interesses esportivos, incluindo esqui, tênis e a dança de breakdance. Se formou no colégio em 2006 e continuou sua educação em Utah. É formada em psicologia prosseguindo com um mestrado em Serviços Humanos e Gestão.
Ela é ativa em sua igreja local e faz trabalho voluntário, onde já passou muito do seu tempo livre em organizações que beneficiam os moradores de rua, mulheres e crianças carentes. Sua mais nova paixão tem sido difundir a filosofia da dança para agir como terapia, ela viaja por vários lugares de seu país fazendo palestras motivacionais e dando aulas de dança para crianças e adolescentes, produzindo assim seu webshow de oficinas Unbreakable Dreams. Faz também tutoriais de dança e fitness em seu canal do YouTube, os semanais FUN LIFE FITNESS hacks tem como objetivo ajudar ainda mais seus espectadores a ficar com a mente, corpo e espírito saudável.

### Carreira
Com sua experiência de dança impressionante (jazz, hip-hop, balé, breakdance e outros) combinado com o seu sorriso contagiante, Rachele foi convidada para várias campanhas publicitárias. Apareceu também em videoclipes para dois artistas ilustres, John Legend e Andre 3000.
Em 2008 ganhou o papel de Kate Parker no filme Center Stage: Turn It Up, estrelando ao lado de Kenny Wormald. Em 2009 co-estrelou o filme Bring It On: Fight to the Finish como Avery, ele é o quinto e último da saga Bring It On.
Até 2010 foi requisitada apenas para atuar como dançarina, participando em filmes de sucesso. Em 2011 em diante fez participações menores na televisão. Já no cinema tem tido mais destaque, porém em filmes poucos conhecidos.

## Filmografia

### Televisão
| Ano       | Título                   | Papel                    | Notas                                                       |
| --------- | ------------------------ | ------------------------ | ----------------------------------------------------------- |
| 2014      | Two and a Half Men       | Tracy                    | Episódio: The Ol' Mexican Spinach                           |
| 2012-2014 | Project: Phoenix         | Britt                    | Websérie                                                    |
| 2014      | Anger Management         | Chelsea                  | Episódio: Charlie and Lacey Shack Up                        |
| 2012      | Trend This!              | Hóspede                  | Episódio: The Makeover                                      |
| 2012      | Unbreakable Dreams       | Ela mesma                | Webshow (Healthy Power TV Network)                          |
| 2011      | Talent: The Casting Call | Garçonete                | Episódio: A Brand New Harper                                |
| 2011      | Entourage                | Ex de Vince              | Episódio: Second to Last                                    |
| 2010      | How I Met Your Mother    | Dama de vermelho         | Episódio: Blitzgiving                                       |
| 2009-2010 | Glee                     | Dançarina                | Episódios: "Throwdown" e "Britney/Brittany" (Não creditada) |
| 2015      | Scream Queens            | Muffy St. Pierre-Radwell | Episódio: Thanksgiving                                      |

### Cinema
| Ano  | Título                                  | Papel                | Notas          |
| ---- | --------------------------------------- | -------------------- | -------------- |
| 2015 | Run For Roxanne                         | Roxanne              |                |
| 2015 | A Matter of Time                        | Sharon Donahue       |                |
| 2015 | Cold Moon                               | Belinda Hale         |                |
| 2015 | Chalk It Up                             | Angelina             |                |
| 2015 | Altered Reality                         | Aja                  |                |
| 2013 | Sky Blu: Salud                          | Deputada             | Curta-metragem |
| 2013 | The Cloth                               | Julia                |                |
| 2013 | Lip Service                             | Sienna Montez        |                |
| 2012 | Beach Bar: The Movie                    | Sara West            |                |
| 2010 | Burlesque                               | Dançarina            |                |
| 2010 | Iron Man 2                              | Ironette (Dançarina) |                |
| 2009 | Alvin and the Chipmunks: The Squeakquel | Chipette (Dançarina) |                |
| 2009 | Bring It On: Fight to the Finish        | Avery Whitbourne     |                |
| 2009 | Attack at Zombie High!                  | Amber                | Curta-metragem |
| 2009 | 17 Again                                | Tiger (Dançarina)    |                |
| 2008 | Center Stage: Turn It Up                | Kate Parker          |                |